# Saison 1 d'Eureka
Chronologie
Saison 2
Cet article présente les treize épisodes de la première saison de la série télévisée américaine Eureka.

## Synopsis
La Seconde Guerre mondiale ainsi que les bombardements sur Hiroshima et Nagasaki eurent un impact négatif envers la science et la technologie. C'est alors que, avec l'aide d'Albert Einstein, le président Harry Truman ordonna la création d'un complexe top-secret, dont le but serait de développer diverses technologies et armements. Le projet Eureka naît alors, et a pour but de réunir les plus grandes têtes pensantes, génies scientifiques et intellectuels des États-Unis, accompagnés de leur famille, dans une petite ville créée sur mesure. De ce fait, ils pourraient y vivre paisiblement, tout en continuant leurs recherches. Cette petite ville, cachée au fin fond des États-Unis, n'est répertoriée sur aucune carte, mais certaines rumeurs la situeraient tout de même dans l'Oregon. C'est dans cette incroyable ville que la plupart des technologies révolutionnaires dévoilées au public ces cinquante dernières années ont été inventées et développées. Mais, forcément, un complexe aussi important qu'Eureka attire l'attention de mauvaises personnes et la convoitise. Et si quelqu'un mettait la main sur les secrets que renferme Eureka, qui sait ce qu'il pourrait bien se passer ? C'est sur Jack Carter que la série se fixe. Ce dernier, alors qu'il ramène sa fille chez lui, a un accident. C'est ainsi qu'il découvre Eureka, et qu'il fait la découverte de ses habitants excentriques. Mais, au-delà de l'aspect esthétique, Eureka cache bien plus que des secrets…

## Distribution de la saison

### Acteurs principaux
- Colin Ferguson (VF : Philippe Vincent) : le shérif Jack Carter
- Salli Richardson-Whitfield (VF : Déborah Perret) : Dr Allison Blake
- Joe Morton (VF : Constantin Pappas) : Henry Deacon
- Jordan Hinson (VF : Jessica Barrier) : Zoe Carter
- Ed Quinn (VF : Thierry Ragueneau) : Nathan Stark
- Erica Cerra (VF : Hélène Bizot) : adjoint Josephine « Jo » Lupo
- Neil Grayston (VF : Taric Mehani) : Dr Douglas Fargo
- Debrah Farentino (VF : Martine Irzenski) : Beverly Barlowe
- Matt Frewer (VF : Jean-Luc Kayser) : Jim Taggart

### Acteurs récurrents
- Chris Gauthier (VF : Bruno Magne) : Vincent (11 épisodes)
- Shayn Solberg (it) (VF : Pascal Nowak) : Spencer Martin (8 épisodes)

### Invités
- Greg Germann (VF : Pierre Tessier) : Warren King (épisodes 1 à 3)
- Maury Chaykin (VF : Sylvain Lemarié) : shérif Cobb (Saison 1 épisodes 1 et 2)
- Meshach Peters (VF : Jackie Berger) : Kevin Blake (épisodes 1 à 3)
- Rob LaBelle : Walter Perkins (épisodes 1 à 3)
- Garry Chalk (VF : Gilles Morvan) : colonel Briggs (épisode 3)
- Tamlyn Tomita (VF : Isabelle Maudet) : Kim (épisode 4 et 13)
- Saul Rubinek : Dr Carl Carlson (épisode 6)
- David Paetkau : Callister Raynes (épisode 9)
- Alan Legros (VF : Michel Vigné) : Seth Osbourne (épisode 11)

## Épisodes

### Épisode 1:Rencontre d’un nouveau type (1repartie)
- États-Unis : 18 juillet 2006 sur Sci Fi Channel
- France : 24 octobre 2007 sur Série Club

- Shayn Solberg (Spencer)
- Maury Chaykin (Shérif Bill Cobb)
- Jennifer Clement (Susan Perkins)
- Greg Germann (Warren King)
- Rob LaBelle (Walter Perkins)
- Zak Ludwig (Brian Perkins)
- Benjamin B. Smith (Garçon Oppenheimer)

### Épisode 2:Rencontre d’un nouveau type (2epartie)
- États-Unis : 18 juillet 2006 sur Sci Fi Channel
- France : 24 octobre 2007 sur Série Club

- Shayn Solberg (Spencer)
- Maury Chaykin (Shérif Bill Cobb)
- Jennifer Clement (Susan Perkins)
- Greg Germann (Warren King)
- Rob LaBelle (Walter Perkins)
- Zak Ludwig (Brian Perkins)
- Benjamin B. Smith (Garçon Oppenheimer)

### Épisode 3:Une femme peut en cacher une autre
- États-Unis : 25 juillet 2006 sur Sci Fi Channel
- France : 24 octobre 2007 sur Série Club

- Shayn Solberg (Spencer)
- Kwese Ameyaw (Agent Spécial Hicks)
- Gary Chalk (Colonel Briggs)
- Maury Chaykin (Shériff Bill Cobb)
- Jennifer Clement (Susan Perkins)
- Greg Germann (Warren King)
- Rob LaBelle (Walter Perkins)
- Leanne Merrett (Agent Spécial Miller)

### Épisode 4:Mémoires volées
- États-Unis : 1er août 2006 sur Sci Fi Channel
- France : 31 octobre 2007 sur Série Club

- Tamlyn Tomita (Kim Anderson)
- Andrew Airlie (Jason Anderson)
- Samuel Patrick Chu (Putnam)

### Épisode 5:Paranoïa
- États-Unis : 8 août 2006 sur Sci Fi Channel
- France : 31 octobre 2007 sur Série Club

- Shayn Solberg (Spencer)
- Layla Alizada (Dr Sharat)
- Garwin Sanford (Sénateur Arnold Faraday)
- Daryl Shuttleworth (en) (Commandant de sécurité globale)

### Épisode 6:Invincible
- États-Unis : 15 août 2006 sur Sci Fi Channel
- France : 7 novembre 2007 sur Série Club

- Shayn Solberg (Spencer)
- Saul Rubinek (Dr Carl Carlson)

### Épisode 7:Danger imminent
- États-Unis : 22 août 2006 sur Sci Fi Channel
- France : 7 novembre 2007 sur Série Club

- John Burnside (Scientifique aidant Zoé #1)
- Colin Foo (Scientifique aidant Zoé #2)
- Antony Holland (Dr Irvin Horatio Thatcher)
- Jocelyne Loewen (Doris Stokes)
- Matthew McInnis (Jeune Thatcher)
- Shayn Solberg (Spencer Martin)
- Donna White (Eugenia)
- Bryan Wilson (Jumeau Baker #1)
- Keith Wilson (Jumeau Baker #2)

### Épisode 8:Condamnés à réussir
- États-Unis : 29 août 2006 sur Sci Fi Channel
- France : 14 novembre 2007 sur Série Club

- Shayn Solberg (Spencer)
- David Quinlan (Dr Milton Houk)
- Tom Tames (Dylan Hartwell)

### Épisode 9:Intelligence artificielle
- États-Unis : 5 septembre 2006 sur Sci Fi Channel
- France : 14 novembre 2007 sur Série Club

- David Paetkau (Callister Raynes)
- Shayn Solberg (Spencer Martin)

### Épisode 10:Test grandeur nature
- États-Unis : 12 septembre 2006 sur Sci Fi Channel
- France : 21 novembre 2007 sur Série Club

- Rukiya Bernard (Technicien)
- Robert Clarke (Larry)
- Aleks Paunovic (Officier de la sécurité)
- Shayn Solberg (Spencer Martin)

### Épisode 11:Tombé sur la tête
- États-Unis : 19 septembre 2006 sur Sci Fi Channel
- France : 21 novembre 2007 sur Série Club

- Michael Benyaer (Dr Louis Glazier)
- Alan Legros (Seth Osbourne)
- Bryan Wilson (Jumeau Baker #1)
- Keith Wilson (Jumeau Baker #2)

### Épisode 12:MlleSarahetM.Brad
- États-Unis : 26 septembre 2006 sur Sci Fi Channel
- France : 28 novembre 2007 sur Série Club

### Épisode 13:L’Odyssée d’Eureka
- États-Unis : 3 octobre 2006 sur Sci Fi Channel
- France : 28 novembre 2007 sur Série Club

- Moeko Ezawa (Walter Perkins)
- J.R. Messado (Kevin Blake à 18 ans)
- Tamlyn Tomita (Kim)
- Bryan Wilson (Jumeau Baker #1)
- Keith Wilson (Jumeau Baker #2)